# Robin des Bois, prince des voleurs (jeu vidéo)
Robin des Bois, prince des voleurs (Robin Hood: Prince of Thieves) est un jeu vidéo d'action-aventure développé par Sculptured Software et édité par Virgin Games, sorti en 1991 sur NES et Game Boy.
Il est adapté du film du même nom.

## Accueil
- Electronic Gaming Monthly : 23/40 (NES)[1]